# مارك هانسن
مارك هانسن (بالإنجليزية: Marc Hansen)‏ هو رسام كارتون أمريكي، ولد في 1963.

## وصلات خارجية
- الموقع الرسمي